# Aeroporto Internacional Blaise Diagne
O Aeroporto Internacional Blaise Diagne é um aeroporto internacional em construção perto da cidade de Ndiass, no Senegal. Ele servirá como um novo aeroporto em Dakar, já que o Aeroporto Internacional Yoff-Léopold Sédar Senghor está se tornando pequeno demais para as futuras operações. O projeto do aeroporto originalmente previa sua inauguração e operação para o final de 2011, mas esta data foi adiada para setembro de 2012. Após, o primeiro-ministro senegalês, Abdoul Mbaye, anunciou que o aeroporto agora vai ser inaugurado no primeiro trimestre de 2014.